# Bruno Skibbe (Agrarwissenschaftler)
Bruno Ernst Skibbe (* 5. November 1893 in Skomatzko, Ostpreußen; † 14. August 1964 in Wiesloch) war ein deutscher Agrarwissenschaftler.

## Leben
Bruno Skibbe war ein Sohn des Gastwirts und Einzelhandelskaufmann Ernst Skibbe und dessen Ehefrau Emma, geb. Quoos. Er wuchs in Marggrabowa in Ostpreußen auf und besuchte ab 1910 das Gymnasium in Königsberg. Von 1913 bis 1918 studierte er dort und in Tübingen, wo er 1918 mit einer Arbeit über die Grundlagen zur Frachtgüterverkehrspolitik in Ostpreußen zum Dr. rer. pol. promoviert wurde. Nach ersten Tätigkeiten im Kommunaldienst und bei der Handelskammer in Allenstein trat er 1936 in den Deutschen Bodenwirtschaftsdienst in Berlin ein, bei dem er bis Kriegsende beschäftigt war.
1946 wurde er leitender Mitarbeiter in der Vereinigung der gegenseitigen Bauernhilfe und war als Mitarbeiter von Edwin Hoernle und Kurt Vieweg an der Umsetzung der Bodenreform in der SBZ beteiligt.
1949 wurde Bruno Skibbe zum Professor für Agrarwissenschaft an der Humboldt-Universität zu Berlin und an der Universität Leipzig. Nach Niederlegung seiner Lehrtätigkeit in Leipzig 1951 blieb er Professor in Berlin und gründete dort das Institut für Agrarraumforschung.
Neben seinem Forschungsschwerpunkt zur Agrarraumforschung in der Volksrepublik China und in Bulgarien verfasste er Texte zur Agrargeschichte und zur Agrarökonomie.
Obwohl Skibbe seit 1950 Mitglied der SED war, blieb er auf Distanz zur Politik der DDR. 1958 beantragte er seine Emeritierung, nachdem eine Hetzkampagne gegen seine wissenschaftliche Arbeit auch den politischen Druck auf ihn erhöhte.
1960 siedelte Skibbe mit seiner Frau nach Wiesloch über, wo er 1964 verstarb.

## Schriften
- Das Archiv der Vereinigung der gegenseitigen Bauernhilfe. Eine Sammlung von rechtlichen land- und forstwirtschaftlichen, organisationstechnischen, statistischen u. landmaschinentechnischen Unterlagen u. Vordrucken f.d. Arbeit in d. Vereinigung d. gegenseitigen Bauernhilfe / bearb. im Deutschen Bauernsekretariat durch Fachmitarbeiter unter der Schriftleit. von Bruno Skibbe. [Berlin]: [Dt. Bauernverlag].
- Reuber, Heinrich: Die Bodenreform in Deutschland mit Zahlen und Dokumenten / Heinrich Reuber ; Bruno Skibbe. Bearb. von. - Berlin: Dt. Bauernverl., 1947.
- Berliner Forschung und Lehre in den Landwirtschaftswissenschaften. Festschrift zur 75-Jahr-Feier d. Landw.-gärtner Fak. d. Humboldt-Univ. u. zur Erinnerung an d. Gründg d. Landwirtschaftl. Akad. in Möglin durch Albrecht D. Thaer im Jahre 1806 / [Bearb.: Bruno Skibbe ; Henry Gocht]. - Berlin : Humboldt-Universität, Landw.-gärtner. Fak., 1956.
- Skibbe, Bruno: Der Begriff „Agrarökonomik“ / Bruno Skibbe. Berlin: Institut f. Agrarraumforschung d. Humboldt-Universität, 1956.
- Skibbe, Bruno: Über die Landwirtschaft im neuen China. Reisebericht. Berlin: Institut f. Agrarraumforschung d. Humboldt-Universität, [1957].
- Agrarwirtschaftsatlas der Erde in vergleichender Darstellung. Mit fünfsprach. Inhaltsverz. (dt., russ., engl., franz., span.) / Bearb. im Institut f. Agrarraumforschung d. Humboldt-Universität zu Berlin unter Leitung von Bruno Skibbe. Gotha: VEB Haack, [1959].
- Skibbe, Bruno: China : Eine Landeskunde. Heidelberg; München: Keyser, 1959.